# Licens (geotermi)
 Denne artikel omhandler overvejende eller alene danske forhold. Hjælp gerne med at gøre artiklen mere almen.
Licensen eller tilladelsen til indvinding af geotermisk energi tildeles i henhold til Undergrundsloven.
Indvinding af geotermisk energi sker på følgende grundlag:
- Undergrundsloven, som er lovgrundlaget.
- Tilladelsen, som er retsgrundlaget, se modeltilladelse Arkiveret 30. oktober 2014 hos  Wayback Machine på Energistyrelsens hjemmeside med tilhørende arbejdsprogram.
- Samarbejdsaftale, som er en privatretlig aftale, der skal indgås og godkendes af Energistyrelsen, hvis rettighedshaveren består af flere virksomheder.
- Kravene til ansøgeren er inspireret af de krav, der stilles på kulbrinteområdet. Geotermitilladelser med tilknyttet arbejdsprogram udstedes som kombinerede efterforsknings- og indvindingstilladelser for en periode på op til 6 år. Klima-, Energi- og Bygningsministeren er ansvarlig for tildeling af geotermitilladelser.
- Den virksomhed eller de virksomheder, der tilsammen får tildelt geotermitilladelsen, er rettighedshaver. Den virksomhed, der udøver indvindingen på rettighedshaverens vegne, er operatør. Operatøren behøver ikke være en del af rettighedshavergruppen, men er det som regel.
- På Energistyrelsens hjemmeside er der relevante oplysninger i forhold til lovgivningsmæssige krav og procedurer i forbindelse med ansøgning om tilladelse til indvinding af geotermi og efterfølgende godkendelse af eksempelvis indvindingsplan tilgængelige.